# Салман, Тарек
Тарек Салман (араб. طارق سلمان‎; род. 5 декабря 1997, Эль-Вакра, Эль-Вакра) — катарский футболист, играющий на позициях полузащитника и защитника за клуб «Аль-Садд» и национальную сборную Катара. Двукратный обладатель Кубка Азии (2019, 2023).

## Клубная карьера
Тарек Салман родился в Эль-Вакре и начал своё футбольное образование в клубе «Аль-Вакра», играл на позиции нападающего, но вскоре после перехода в академию Aspire в 2008 году его перевели в центральную защиту. После академии продолжал обучение в юношеских командах клуба «Аль-Духаиль» и испанских клубов «Реал Сосьедад» и «Алавес».
В 2015 году подписал контракт с клубом «Аль-Духаиль» (в то время клуб именовался «Лехвия») и дебютировал во взрослом футболе в матче против саудовского клуба «Аль-Хиляль» (2:2) в Лиге чемпионов АФК.
В 2016 году заключил контракт с испанским клубом «Юпитер Леонес» выступавшем в шестой по уровню испанской лиге — Primera División Regional Aficionados de Castilla y León, согласно одним источникам. Согласно другим источникам в этом же году заключил свой первый контракт с клубом «Культураль Леонеса» из четвёртого испанского дивизиона.
В 2017 году был отдан в аренду другому испанскому клубу «Атлетико Астрога» выступавшем в четвёртом дивизионе. В 2018 году был сначала арендован, а в 2019 году выкуплен катарским клубом «Аль-Садд».
В составе клуба довольно быстро стал игроком основного состава. Трижды выиграл национальное первенство в 2019, 2021 и 2022 годах. Стал обладателем национального кубка, а также выиграл вместе с клубом ряд других трофеев.

## Выступления за сборные
В 2014 году дебютировал в составе юношеской сборной Катара, принял участие в 9 матчах на юношеском уровне. На Чемпионате мира 2015 U-20 в Новой Зеландии Тарек Салман сыграл одну игру, но выбыл вместе со сборной Катара U-20 не преодолев стадию группового этапа.
В 2018 году занял третье место с командой U23 на чемпионате Азии 2018 года в Китае, приняв участие во всех шести матчах. Всего на молодёжном уровне сыграл в десяти официальных матчах.
23 августа 2017 года Салман дебютировал за взрослую сборную Катара в товарищеском матче против сборной Туркменистана (2:1). В составе сборной стал участником Кубка Азии 2019 года в ОАЭ, где полностью отыграл все семь матчей на турнире, включая финальную игру против сборной Японии, которую его команда выиграла со счётом 3:1, завоевав свой первый в истории титул чемпионов Азии. В июне того же года он был заявлен в качестве защитника сборной Катар а на Кубке Америки 2019 года в Бразилии.
В ноябре 2022 года был включён в окончательный список футболистов которые попали в заявку сборной Катра для участия в матчах домашнего чемпионата мира.

## Достижения

### Клубные
- Чемпион Катара (3): 2018-19, 2020-21, 2021-22
- Обладатель кубка эмира Катара (2): 2020, 2021
- Обладатель кубка Катара (2): 2020, 2021

### В сборной
- Победитель юношеского Кубка Азии: 2014
- Обладатель Кубка Азии: 2019, 2023